# Medibank International 2009
Das Medibank International 2009 war der Name eines Tennisturniers der WTA Tour 2009 für Damen sowie eines Tennisturniers der ATP World Tour 2009 für Herren, welche zeitgleich vom 11. bis 17. Januar 2009 in Sydney stattfanden.

## Herrenturnier
→ Qualifikation: Medibank International 2009/Herren/Qualifikation

## Damenturnier
→ Qualifikation: Medibank International 2009/Damen/Qualifikation